# Pavlina Scasná
Pavlína Ščasná, född 3 april 1982, är en tjeckisk fotbollsspelare (mittfältare/anfallare) som har spelat för bland annat FC Rosengård (tidigare LDB FC) och Tjeckiska Landslaget. 
Inför säsongen 2010 skrev hon kontrakt med LA Sol i den amerikanska WPS-ligan men klubben lades ner och hon skrev återigen kontrakt med LdB i Malmö. Det nya kontraktet skrevs på ett år med en option på ett år till.
2011 skrev hon på för Boston Breakers men i mars 2011 slutade hon med fotbollen på grund av en knäskada